# Cryptotis phillipsii
Cryptotis phillipsii is een zoogdier uit de familie van de spitsmuizen (Soricidae). De wetenschappelijke naam van de soort werd voor het eerst geldig gepubliceerd door Schaldach in 1966.

## Voorkomen
De soort komt voor in Mexico.